# Zodiaque (comics)
Pour les articles homonymes, voir Zodiaque (homonymie).
Le Zodiaque (« The Zodiac » en VO) est le nom d'une équipe de super-vilains évoluant dans l'univers Marvel de la maison d'édition Marvel Comics. Créé par le scénariste Roy Thomas et le dessinateur Sal Buscema, la première version de ce groupe apparaît pour la première fois dans le comic book Avengers #72 en janvier 1970.
Le nom « Zodiaque » a été adopté par une succession d’organisations criminelles différentes, et dont les membres s’inspirent de l’astrologie du zodiaque.
Les divers groupes du Zodiaque ne doivent pas être confondus avec les individus ayant porté le nom de Zodiak : Norman Harrison (ennemi du premier Ghost Rider et possédé par douze démons), et un criminel anonyme ennemi de Norman Osborn. Par ailleurs Mikel Fury, le neveu de Jake Fury, utilisa le nom de Scorpio et le premier uniforme de son oncle, mais n’a aucun autre lien avec le Zodiaque.

## Biographie du groupe

### Le premier et second Zodiaque
Le Zodiaque (ou encore Cartel du Zodiaque) est une organisation criminelle dont les membres sont des super-vilains basés sur les 12 signes du zodiaque.
Le premier Cartel fut fondé par Cornelius Van Lunt, un homme d'affaires de la ville de New-York. Il cherchait à dominer l'économie et la politique mondiales.
Fan d'astrologie, Van Lunt amassa une fortune et investit dans de nombreuses affaires, ainsi que dans la création d'un réseau criminel national. Il recruta 11 autres coleaders mais il fut le seul à connaître les identités de chacun. Il se cacha d'ailleurs dans le groupe, en tant que douzième membre, sous le signe du Taureau.
Chaque membre du Zodiaque était né sous le signe qu'il représentait, et était basé dans une grande ville américaine. Ils possédaient tous une combinaison spéciale et équipée de divers gadgets. Les 12 membres ne se réunissaient qu'en de grandes occasions. Traditionnellement, tous les membres étaient des hommes, sauf la Vierge.
La première activité recensée fut la tentative avortée d'élimination de Nick Fury par le Scorpion originel (Jacob Fury). Le Scorpion possédait un objet mystique en forme d'ankh égyptien. Il fut révélé plus tard qu'il s'agissait du jeune frère de Nick Fury.
Nick Fury se fit passer pour mort et infiltra le Zodiaque sous le masque de son frère, supposé encore en vie. Le Zodiaque était alors dirigé par le Bélier. Le Scorpion captura les Vengeurs et tendit un piège aux 11 autres membres du cartel. Mais le plan échoua et les criminels réussirent à s'enfuir, le Bélier s'emparant même de la Clef du Zodiaque.
Quelque temps plus tard, le Bélier s'empara de l'île de Manhattan grâce à un champ de force. Il fut vaincu par Daredevil et les Vengeurs. Il mourut dans une explosion, qui détruisit apparemment la Clef. Mais les 10 membres restants de l'organisation la retrouvèrent. Elle fut de nouveau perdue à la suite d'un combat entre Iron Man et les criminels.
Après quelques années, Van Lunt reprit le contrôle du cartel et recruta un nouveau Bélier et un nouveau Scorpion. Son projet suivant consista à tuer tous les habitants de Manhattan nés sous le signe des Gémeaux, grâce à une machine puisant l'énergie des étoiles, le Starblazer. Mais les Vengeurs réussirent à la stopper.
Une lutte interne provoqua la division du groupe et 6 d'entre eux se tournèrent contre Van Lunt, qui poussa les rebelles et les Vengeurs dans un piège mortel, qui échoua. Les héros capturèrent Van Lunt et le reste du Zodiaque. Pourtant, ils furent libérés avant la fin de leur peine. C'est à ce moment que Van Lunt, principal financeur du cartel, instaura des roulements pour le commandement du groupe, suivant l'horoscope.
Entretemps, d'autres versions du Zodiaque apparurent. Jake Fury refit surface et créa un groupe composé de Life Model Decoy (en) (LMD), des copies androïdes.
Van Lunt voulut se débarrasser de la Maggia. Apprenant cela, la Maggia engagea le LMD du Taureau et l'envoya détruire la base de Van Lunt. Incapable de se défendre contre sa réplique robotique, le criminel chercha l'aide de James Rhodes/Iron Man. Le LMD fut vaincu, mais Van Lunt vit alors en Rhodes une plus grande menace. Déduisant qu'il était Iron Man, il envoya le Verseau et le Bélier assassiner l'ami de Tony Stark. Ils échouèrent et furent capturés. Stark alerta le SHIELD mais le cartel se cacha et resta sans activité connue pendant de nombreuses années.
Dans cet intervalle, les LMD capturèrent et tuèrent le nouveau Scorpion du Cartel, et le remplacèrent par leur LMD correspondant. L'androïde prit alors son temps pour assassiner tous les membres du Cartel, excepté Van Lunt (le Taureau). Ce dernier demanda l'assistance des Vengeurs de la Côte Ouest, et les LMD furent détruits. Van Lunt en profita pour s'enfuir.
Il refit surface pour reconstruire le Cartel mais fut pourchassé par Moon Knight. Il périt dans un crash d'avion.

### Le troisième Zodiaque, victime de la Division Alpha
Un troisième groupe portant le nom du Zodiaque fit son apparition au Canada. Il s'agissait de terroristes altérés génétiquement, menés par le Scorpio et sa compagne Virga, qui furent opposés à la Division Alpha. Tous étaient apparemment d'anciens détenus américains ou japonais. Ce groupe opérait pour le compte de la mystérieuse Ecliptic.
Le groupe fut secrètement engagé par le Département H, pour rejoindre des séparatistes québécois et tester la nouvelle Division Alpha. Dans leur premier affrontement (une prise d'otage et un chantage à l'attaque chimique), Murmur obligea Virgo à se téléporter à Paris, et Madison Jeffries fut capturé par le Zodiaque avant qu'il ne s'échappe. Taurus partit rechercher Virgo en France et tua le couple qui l'avait pris en charge.
Le second combat eut lieu dans la base du Département H, le Zodiaque réussissant à voler du matériel et à s'enfuir. Pendant l'affrontement, le Sasquatch sauvage fut dévoré vivant par une amibe géante.
La Division Alpha retrouva les terroristes, et Garrison Kane tua Scorpio. Madison Jeffries, devenu Gemini à la suite d'un lavage de cerveau, fut récupéré par le Département H. Les autres furent massacrés par Weapon X (Sauron et Mesméro).

### Le quatrième Zodiaque, adversaire des New Warriors
Dans la série New Warriors de 2008, un autre groupe terroriste (de 10 membres seulement) fit son apparition, semant le chaos à NYC, en pleine Guerre Civile. Les new Warriors, hors-la-loi, tentèrent de les arrêter, mais Longstrike fut tuée par le Cancer. Les criminels furent finalement vaincus avec l'arrivée des Young Avengers en renfort.
Lors du crossover Dark Reign en 2009 (Dark Reign - Zodiac #1), on apprit que les membres de ce Zodiaque avaient été décapités par un mystérieux tueur nommé Zodiac.

## Composition de l'équipe
Le Zodiaque inclut 12 membres, représentant chacun un signe du zodiaque, et régnant sur un gang dans une grande ville américaine.

### Zodiaque 1
- Aries (le Bélier), à Atlanta ou Chicago
- Taurus (le Taureau), à New York
- Gemini (les Gémeaux), à Boston
- Cancer, à Houston
- Leo (le Lion), à Los Angeles
- Virgo (la Vierge), à Denver
- Libra (la Balance), à Honolulu
- Sagittarius (le Sagittaire), à Washington, D.C.
- Scorpio (le Scorpion), à Las Vegas
- Capricorn (le Capricorne), à Détroit
- Aquarius (le Verseau), à San Francisco
- Pisces (les Poissons), à Pensacola

### Zodiaque 3
- Aries
- Taurus
- Cancer
- Gemini (en réalité Madison Jeffries).
- Leo
- Virgo
- Libra
- Sagittarius
- Scorpio
- Capricorn
- Aquarius
- Pisces

### Zodiaque 4
- Aries
- Taurus
- Gemini
- Cancer
- Leo
- Virgo
- Libra
- Sagittarius
- Scorpio
- Pisces